# Павле Раковски
 Тази статия е за комунистическия деец.  За гъркоманския андартски капитан вижте Павле Илиев.  
Павле Раковски (на гръцки: Παύλος Ρακοβίτης, Павлос Раковитис, на македонска литературна норма: Павле Раковски) е гръцки и югославски комунистически деец, активист на славяномакедонските структури в Гърция през 1941 - 1949 година, един от ръководителите на Народоосвободителния фронт.

## Биография
Павле Раковски е роден на 23 май 1913 година в леринското патриаршистко село Долно Клещино, окупирано от гръцки войски по време на Балканската война. През 1926 година семейството му се премества в Лерин, където той учи в местната гръцка гимназия (1929 - 1934). Завършва Педагогическия институт в Солун през 1938 година. Междувременно служи в гръцката армия, където постъпва в школа за запасни офицери и получава чин подпоручик. Учител в мъгленските села Цакони и Биджова махала през 1939 – 1943 година.
Свързан с левицата още от студентски години, след 1941 година Павле Раковски взима активно участие в гръцкото комунистическо движение във Воденско. Организатор на ЕЛАС за района на село Острово от ноември 1943 до май 1944 година. Завръща се в Мъгленско, където от юни 1944 година е комисар на новообразувания Воденски македонски батальон към ЕЛАС. Под югославско влияние на 12-13 октомври 1944 година прехвърля батальона във Вардарска Македония и го влива в югославските партизански части.
Член на създадената в Битоля от ЮКП Политическа комисия за Егейска Македония (октомври 1944 - април 1945). В това си качество живее в мариовското село Старавина и нееднократно преминава отвъд границата във Воденско. Там основава и ръководи нова политическа организация на местното население, така наречената ТОМО (февруари 1945 – юни 1946).
От основаването на Народно-освободителния фронт (НОФ) на 23 април 1945 година в Скопие е член на ръководния му орган. След преминаването на организацията под ръководството на ГКП през ноември 1946 година отговаря за агитационно-пропагандната дейност на НОФ. Издава вестник „Билетин“ (1945 - 1946) и „Непокорен“ (1947 - 1949).
През януари 1948 година е изваден от ръководството на НОФ заради прояви на „македонски национализъм“. Отново член на секретариата на НОФ от януари до юни 1949 година, след което е изпратен като обикновен войник на Демократичната армия на Гърция на фронта.
След поражението на ГКП и ДАГ в Гражданската война Павле Раковски е арестуван като „Титов агент“ на 3 октомври 1949 година в лагера Бурели в Албания. Прехвърлен е в Москва, където през 1952 година е осъден от Върховния съд на СССР на 10 години затвор. През пролетта на 1956 година е освободен, а на следващата година присъдата е анулирана. За разлика от останалите македонски егейски комунистически ръководители като Паскал Митревски, Лазар Поплазаров, Вера Николова и други Павле Раковски не търси незабавно завръщане в Югославия, а се опитва да действа сред македонската емиграция в СССР. Остава обаче изолиран в Алма Ата, тъй като ГКП със съветска помощ не го допуска до основната македонска колония в Ташкент.
През февруари 1960 година пристига в Югославия, където след кратък арест е освободен. Живее в Скопие изолиран от местните власти, в недобри отношения с останалите комунистически активисти, емигранти от Егейска Македония (Паскал Митревски, Вангел Аяновски - Оче, Наум Пейов).
В последните години от живота си пише статии и спомени, в които влиза в полемика със своите бивши другари и със свързаните с тях официални скопски историци на Егейска Македония като Ристо Кирязовски и Тодор Симовски.